# Lee Sang-hyo
Lee Sang-Hyo (10 de setembro de 1961), é um ex-handebolista sul-coreano, medalhista de prata nas Olimpíadas de 1988.
Lee Sang-Hyo jogou doze partidas anotando 53 gols